# 宮古島警察署
宮古島警察署（みやこじまけいさつしょ）は、沖縄県警察が管轄する警察署のひとつである。沖縄県宮古島市平良字西里に庁舎を置き、宮古列島全域を管轄する。

## 所在地
- 沖縄県宮古島市平良字西里1092-1[1]

## 管轄区域
- 宮古島市
- 宮古郡多良間村[1]

## 概要
かつては「宮古警察署」という名称であったが、2005年（平成17年）に平良市・城辺町・上野村・下地町・伊良部町の5市町村が新設合併して「宮古島市」となったことに伴い現在の名称となる。なお、旧名称と同名の宮古警察署は岩手県宮古市に存在する。
庁舎は、かつては旧平良市の中心部にあったが、2000年（平成12年）に現在地へ移転。

## 沿革
- 1879年（明治12年） - 沖縄県警察本署宮古島分署を設置[3]。
- 1886年（明治19年） - 宮古島警察署となる[3]。
- 1941年（昭和16年）6月 - 宮古警察署となる[3]。
- 2000年（平成12年）11月13日 - 新庁舎（現在地）落成式[2]。
- 2005年（平成17年） - 宮古島市の成立に伴い宮古島警察署に名称変更。
- 2016年（平成28年）4月1日 - 西交番（平良字下里）、東交番（平良字東仲宗根）及び西原駐在所を統合し、平良交番が平良字西里に開所[4][5]。
- 2019年（平成31年）4月1日 - 福嶺駐在所を福里駐在所に統合し、名称を城辺東駐在所に変更[6]。

## 警察署周辺
- 宮古空港
- 沖縄県宮古事務所
- 宮古島市消防本部

## 交番
- 平良交番（宮古島市平良字西里）[4][5]
- 伊良部交番（宮古島市伊良部字前里添・伊良部島）[7]

## 派出所
- 宮古空港警備派出所（宮古島市平良字下里）[7]
- 下地島空港警備派出所（宮古島市伊良部佐和田）[7]

## 駐在所
- 狩俣駐在所（宮古島市平良字狩俣）[7]
- 下地駐在所（宮古島市下地字上地）[7] - 2019年改築[8]。
- 高田駐在所（宮古島市上野字新里）[7]
- 長間駐在所（宮古島市城辺字長間）[7]
- 砂川駐在所（宮古島市城辺字砂川）[7]
- 城辺東駐在所（宮古島市城辺字福里）[6]
- 仲地駐在所（宮古島市伊良部字伊良部・伊良部島）[7]
- 多良間駐在所（宮古郡多良間村字塩川・多良間島）[7]

## 警備艇
- みやこ （21.00t）[9]